# Paula Teixeira
Paula Teixeira (Lisboa, 1976) uma cantora portuguesa e intérprete de Língua Gestual Portuguesa.

## Biografia
Paula Teixeira pisou pela primeira vez um palco aos 12 anos numa gala no Teatro Maria Matos.
Aos 16 anos começou a tocar guitarra e integrou em várias bandas.
Participou no programa Chuva de Estrelas interpretando "Reach" de Gloria Estefan vindo a alcançar o segundo lugar na edição de 1998. Na mesma altura tirou o curso de intérprete de Língua Gestual Portuguesa (LGP) que exerce actualmente e transporta para a sua vida artística dando uma nova dimensão à universidade da Música, sendo a única cantora com tradução dos seus temas para LGP, levando a mais de 150 mil surdos nacionais as emoções vividas nos seus espectáculos.
Em 2001 lançou o seu primeiro álbum de originais Promessa.
Em 2003, gravou o segundo álbum Anjo Azul. Este trabalho levou o selo "Aprovado" da rádio Best Rock FM.
Em 2006 viria a ser protagonista do musical "Sexta-Feira 13" (homenagem aos Xutos & Pontapés) considerada uma das maiores produções musicais de sempre em Portugal.
Mais de uma dezena dos seus temas integram em várias bandas sonoras de produções de ficção nacional, como por exemplo "Até ao Nascer do Sol", "Os Lados da Vida" e "Muda".
O seu terceiro álbum Simplesmente Eu está no mercado desde 2010 e conta com a participação dos actores Ruy de Carvalho e António Feio. Para este trabalho Paula Teixeira reuniu os profissionais com os quais mais se identifica, e foi beber as fontes que mais a inspiram para o preparar. Na sua banda ao vivo estão os músicos Jaume Pradas, Nuno Oliveira, Daniel Lima, Marco Reis e Pedro Carvalho.
A cantora conta em particular com o cantor e autor Jaume Pradas (com o qual gravou o dueto em castelhano e português), que também se assume como autor, co-autor, produtor e uma ponte para o mercado hispânico, uma vez que adaptou todos os temas para castelhano, olhando claramente para a sua internacionalização.
Paralelamente á música, Paula Teixeira, é também intérprete de língua gestual portuguesa, trabalhando nos programas matinais da TVI, " Você na TV! " e " Dois às 10 ".

## Discografia

### Álbuns de estúdio
- Promessa (2001, Vidisco)
- Anjo Azul (2003, Vidisco)
- Simplesmente Eu (2010, CD, JBJ & Viceversa)[5]

### Participações

#### Álbuns
- Só Nós Dois: Os Duetos Imprevistos de Fernando Pereira (2007, CD, Ovação) No tema "Promessa".[6]

#### Compilações
- Os Grandes Vencedores: Chuva De Estrelas 1994/1999 (2000, CD, Som Livre (Portugal)) Com o tema "Reach".[1]
- Morangos com Açúcar: os Temas da Série de Verão (2004, CD, Farol Música) Com o tema "Sinto-te aqui".[7]
- Fala-me de Amor (2006, CD, Farol Música) Com o tema "Até ao Nascer do Sol".[2]
- Olhos nos Olhos (2009, CD, Farol Música) Com o tema "Os Lados da Vida".[3]
- Meu Amor (2010, CD, Farol Música) Com o tema "Muda".[4]